# غلين فليشلر
غلين فليشلر (بالإنجليزية: Glenn Fleshler)‏ مواليد 1 سبتمبر 1968، هو ممثل أمريكي درس في مدرسة تيش العليا للفنون.

## الأعمال

### أفلام
- ياسمين أزرق (2013)
- ديليفيري مان (2013)
- الاسكافي (2014) (بدور: جيفري)
- روك ذا كاسباه (2015)
- رانديفو (2016)

### مسلسلات
- الجنس والمدينة (1998)
- القانون والنظام: الوحدة الخاصة للضحايا (2002)
- فرينج (2008) (بدور: رون)
- ذا غود وايف (2010)
- محقق فذ (2014)
- الموهبة (2014)
- الإبتدائية (2015) (بدور: تري ماكان)
- هانيبال (2015)
- المليارات (2016)
- في ليلة (2016)

## روابط خارجية
- غلين فليشلر على موقع IMDb (الإنجليزية)
- غلين فليشلر على موقع قاعدة بيانات الأفلام العربية
- غلين فليشلر على موقع ألو سيني (الفرنسية)
- غلين فليشلر على موقع ميوزك برينز (الإنجليزية)
- غلين فليشلر على موقع أول موفي (الإنجليزية)
- غلين فليشلر على موقع قاعدة بيانات برودواي على الإنترنت (الإنجليزية)
- غلين فليشلر على موقع قاعدة بيانات الفيلم (الإنجليزية)
- غلين فليشلر على موقع كينوبويسك (الروسية)